# Ooster Stoomtram-Maatschappij
De Ooster Stoomtram-Maatschappij (OSM) was een stoomtrambedrijf dat in 1882 werd opgericht, en op kaapspoor (1067 mm) het vervoer verzorgde op de  tramlijn Amersfoort - Zeist - Arnhem.
Het lijngedeelte Zeist – Driebergen van de Stichtsche Tramway-Maatschappij (STM) werd geopend in 1882. In 1883 werd vanuit Driebergen begonnen met de aanleg van het traject, een jaar later ook vanuit Arnhem. Het gedeelte tussen Rhenen en Wageningen werd in 1887 voltooid. In 1885 werd de zijlijn Doorn – Wijk bij Duurstede geopend. Pas in 1914 werd de lijn van Zeist doorgetrokken naar Amersfoort, waarbij tot Huis ter Heide de spoorlijn van de Nederlandsche Centraal-Spoorweg-Maatschappij (NCS) werd gevolgd.
Vanaf 1909 werd een elektrische pendeldienst gereden tussen het station van Driebergen (thans Driebergen-Zeist) en Zeist. In 1911 werd de stoomtractie voor reizigersverkeer vervangen door benzo-tractie, de elektrificatie van de volledige lijn Amersfoort – Arnhem volgde in 1924. Vanaf 1924 exploiteerde de OSM ook de z.g. TOL-lijn (Kievitsdel – Heveadorp – Oosterbeek-Laag – Oosterbeek) eigendom van de Tramweg Mij. Oosterbeek Laag (TOL).
In 1927 vond een financiële reorganisatie plaats waarbij het bedrijf werd voortgezet door de zustermaatschappij Nederlandsche Buurtspoorweg-Maatschappij (NBM), evenals de OSM een dochter van de NCS.
De zijlijn Doorn – Wijk bij Duurstede, die altijd met stoomtractie was blijven rijden, werd opgeheven in 1931. De exploitatie van de gehele hoofdlijn werd voortgezet tot in 1937, toen de lijn tussen Rhenen en Arnhem gesloten werd. De dienst op de TOL-lijn werd tot 1944 voortgezet door de Arnhemse tram.
Als gevolg van de Mobilisatie van september 1939 werd de opheffing van Doorn – Rhenen uitgesteld. Tijdens de Slag om de Grebbeberg in mei 1940 werden de installaties in Rhenen zwaar beschadigd, maar de dienst werd hersteld. Het traject tussen Doorn en Rhenen is nog tot 1948 in gebruik geweest, in 1949 sloten ook de lijnen Doorn – Zeist en Amersfoort – Zeist en werden vervangen door busdiensten van de NBM.

## Bewaard gebleven materieel
- Postbagagewagen 1 (SVM, gerestaureerd)
- Rijtuig 34 (SHM, moet nog gerestaureerd worden)